# 夏國寶
夏國寶（1551年—1599年），字惟善，號禹麓，湖廣長沙府湘潭縣人，民籍，明朝政治人物。同進士出身。

## 生平
隆庆元年（1567年）丁卯科湖廣鄉試六名，萬曆十四年（1586年）丙戌科會試三十七名，登三甲第二百三十二名進士。刑部观政，十五年六月授河南舞阳县知县，十六年二月調繁江西南丰县，二十四年升户部主事，二十五年蘇松监兑，二十六年升员外郎，二十七年管明智草场，本年升郎中，卒。

## 家族
曾祖夏紹鑑，曾任州判官；祖父夏雲，曾任生員；父夏時正，曾任壽官。前母謝氏；母周氏。慈侍下。